# Mariah Bullock
Mariah Bullock (* 22. Februar 1991 als Mariah Nogueira) ist eine US-amerikanische Fußballspielerin.

## Karriere
Bullock begann ihre Karriere während ihres Studiums an der Stanford University, als sie jeweils in den Semesterferien für den W-League-Teilnehmer Pali Blues auflief. Anfang 2013 wurde sie beim College-Draft zur neugegründeten NWSL in der zweiten Runde an Position 13 von der Franchise der Boston Breakers verpflichtet. Ihr Ligadebüt gab Bullock am 27. April 2013 gegen Western New York Flash, ihren ersten Ligatreffer erzielte sie am 26. Juni desselben Jahres. Zur Saison 2014 wechselte sie zum Ligakonkurrenten Seattle Reign FC, Boston erhielt dafür die jeweiligen Drittrundenpicks Seattles in den College-Drafts 2014 und 2015. In den nächsten beiden Jahren erreichte Bullock mit Seattle jeweils den ersten Platz in der regulären Saison der NWSL, verlor das Meisterschaftsfinale jedoch jeweils gegen den FC Kansas City. Anfang Oktober 2015 trat sie zunächst vom Profisport zurück, lief jedoch im Sommer 2016 in zwei Partien für den UWS-Teilnehmer Real Salt Lake Women auf.

## Erfolge
- 2009: Meisterschaft in der W-League (Pali Blues)